# Женская сборная Азербайджана по хоккею на траве
Женская сборная Азербайджана по хоккею на траве — женская сборная по хоккею на траве, представляющая Азербайджан на международной арене. Управляющим органом сборной выступает Федерация хоккея на траве Азербайджана (азерб. Azərbaycan Otüstü Hokkey Federasiyası, англ. Azerbaijan Field Hockey Federation).
Сборная занимала (по состоянию на 6 июля 2015) 19-е место в рейтинге Международной федерации хоккея на траве (FIH). 12 ноября 2016 года Федерация хоккея на траве Азербайджана была временно исключена из FIH, что привело к отстранению сборной Азербайджана от участия в соревнованиях.

## Результаты выступлений

### Мировая лига
- 2012/13 — 20-е место (выбыли во 2-м раунде)
- 2014/15 — 20-е место (снялись после 2-го раунда, хотя и прошли в полуфинальный раунд)

### Чемпионат Европы
- 2003 — 9-е место
- 2007 — 5-е место
- 2009 — 6-е место
- 2011 — 7-е место

### Чемпионат Европы (II дивизион)
(EuroHockey Nations Challenge II, до 2011 назывался EuroHockey Nations Trophy)
- 2005 — [3]
- 2013 — [4]